# چهارمنار (تبریز)

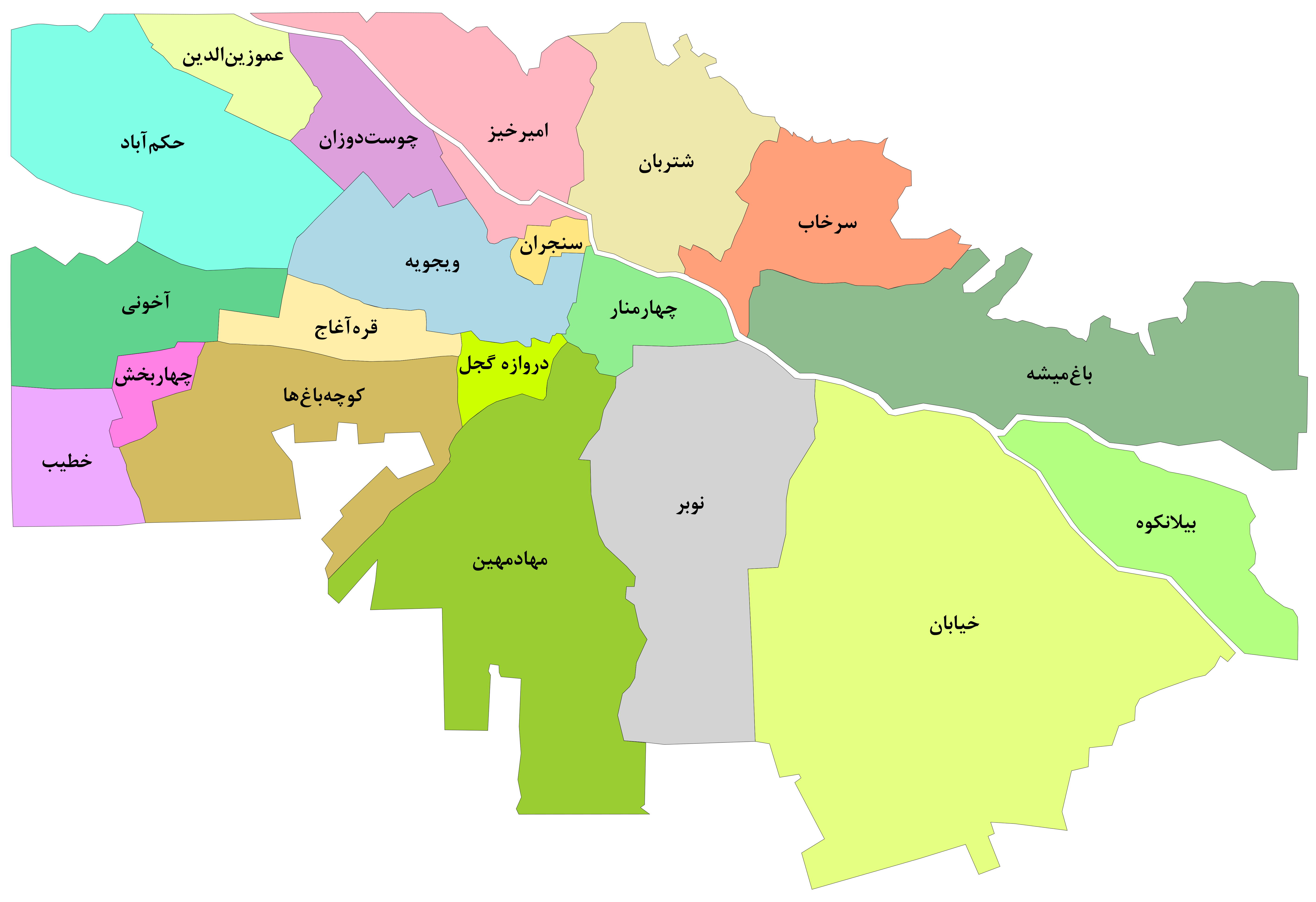
نقشهٔ دارالسلطنهٔ تبریز در سال ۱۸۸۰؛ محلهٔ چهارمنار در مرکز تبریز واقع شده بود.

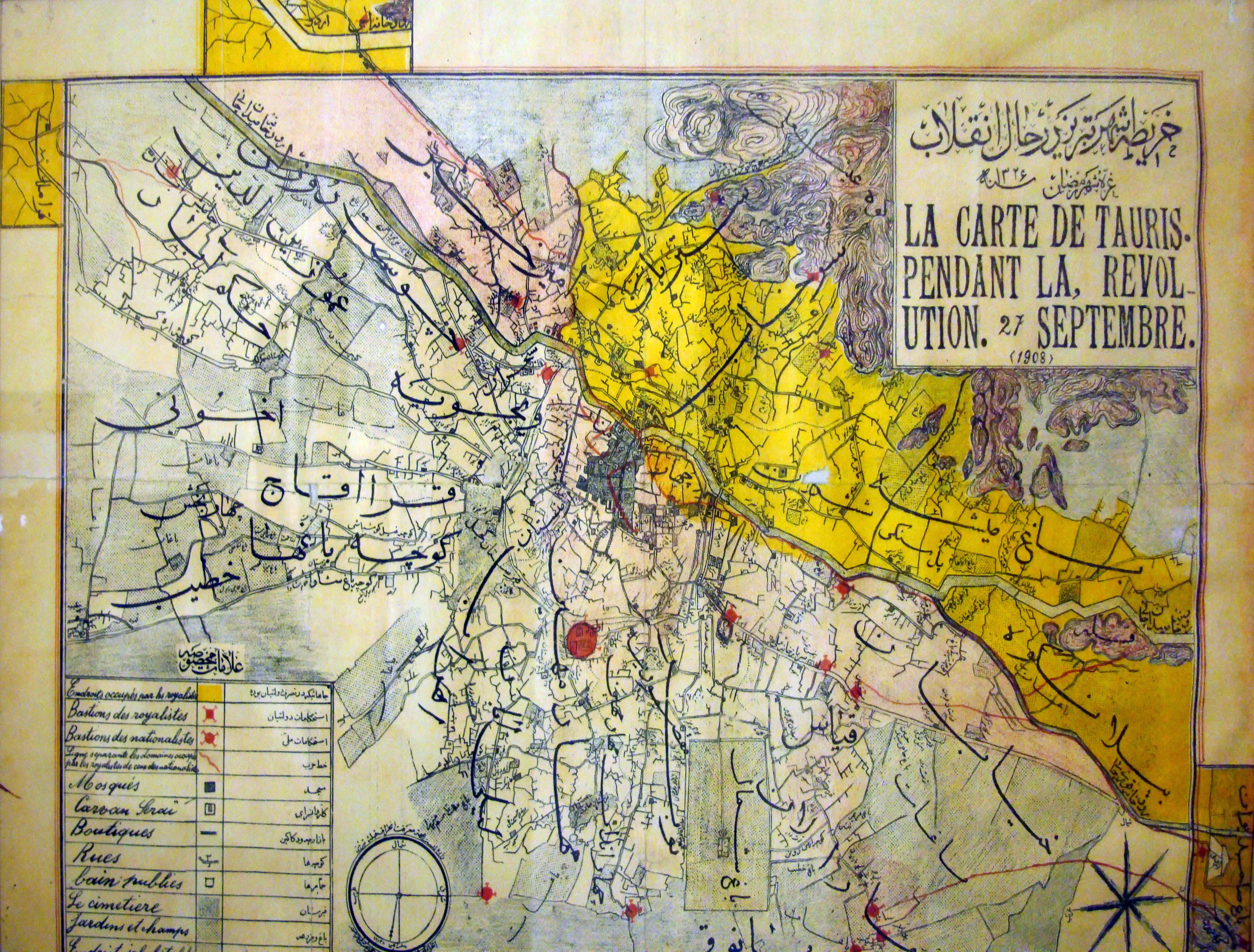
نقشهٔ محله‌های تبریز در سال ۱۹۰۸ (دوران مشروطه)، شامل چهارمنار (پایین‌تر از سرخاب)

چهارمنار، یکی از محلات بیست و چهارگانه تبریز قدیم بود. این محله در حاشیه و محدوده قسمت شمالی بازار بزرگ تبریز قرار دارد. شمال این محله مسیر رودخانه مهران‌رود (میدان چایی)، بخش غربی آن محله راسته کوچه و مسجد جامع، قسمت شرقی آن خیابان دارایی و بخش جنوبی آن، بخش مرکزی بازار تا محدوده مسجد مقبره بوده و قسمت اعظم این محله را مجموعه بازار بزرگ تبریز فرا گرفته است. ساکنان این محله اغلب بازرگانان، توانگران و از بزرگان شهر بوده‌اند. به خاطر وجود چهار مناره بلند، در روزگاران پیشین در گوشه و کنار این قسمت از شهر تبریز به این مکان، نام «چار منار» را نهادند.
امامزاده چهارمنار در محلهٔ چهارمنار واقع شده است.

## مکان‌های تاریخی
از مکان‌های تاریخی محلهٔ چارمنار در محوطهٔ بازار، می‌توان مدرسه، مسجد و بازار صادقیه، تیمچه شازدا (شاهزاده)، مدرسه، مسجد و تیمچه حاجی صفرعلی، تیمچه حاج شیخ (اوچ تیمچه‌لر)، دالان خان، بازار دلاله‌زن، حمام خان (به نام احمد خان مقدم مراغه‌ای و سرای جعفریه امروزی)، مسجد و مدرسه کاظمیه و چندین کاروانسرای بزرگ، سرای، دالان و تیمچه تاریخی از مجموعهٔ بازار تبریز را نام برد.
در مورد موقعیت تاریخی، بناها و مساجد قدیمی این محله، مورخینی همچون محمدحسن خان اعتمادالسلطنه، ملا محمدامین حشری و حافظ حسین کربلایی تبریزی توصیفاتی کرده و اشاراتی چند به مکان‌هایی نموده‌اند که امروزه اثری از آنها باقی نمانده و شاید در زلزله‌های شدید بخصوص زلزله سال ۱۱۹۳ هجری قمری از بین رفته و مجال نوسازی و بازسازی نیافته است.
نادر میرزا در بارهٔ این محله می‌نویسد: «... چار منار، کوی کوچکی است در نفس شهر و قُرب بازار و اهالی این محلات، همه، بزرگان و علما و تجار بنام هستند و اواسط‌الناس در آن کمتر دیده می‌شود. کدخدای آن میرزا عباس، مردی است آسوده و کم سخن و این کار کدخدایی را به وراثت دارد.»
ملا محمد امین حشری در مزارات تبریز می‌نویسد: «... در چهار منار (چار منار) قریب به گنبد پیرداود شاه، دو گنبد عالی واقع است که عوام، آن‌ها را گنبد مزار سلطان محمود و ایاز می‌دانند که یکی از آن سلطان محمود بن سلطان محمد بن سلطان ملکشاه سلجوقی و دیگری مزار سلطان مسعود بن قلیچ ارسلان سلجوقی است. سلطان محمود سلجوقی ۱۲٬۵ سال سلطنت کرد و در سال ۵۵۸ هجری قمری در تبریز وفات یافت.» ملاحشری می‌نویسد: «... در چهار منار، مردم عزیزالوجود بسیارند که الحال، اثری از قبرشان معلوم نیست، قریب به مدرسه که در آن اسم شیخ اویس مرقوم است، گنبدی بود از آنِ سید سلیمان کفشدوز که یکی از کابر دین است... مزار یکی از مشارع کبار موسوم به بابا بختیار هم در محلهٔ چارمنار واقع است.»
حافظ حسین کربلایی تبریزی از مدرسه‌ای به نام مدرسه قاضیه در محله چارمنار یاد کرده که کتیبهٔ آن به خط محمد بندگیر بوده است. وی می‌نویسد: «... مرقد و مزار مولانا شهاب الدین واعظ رحمت‌االله در مسجد هروی در محلهٔ ماهانقلیق که مشهور به مکله است، قرار دارد. مرقد و مزار مجذوب بزرگوار بابا بختیار رحمت‌الله در پای منار مسجد جامع که محکمه قضات نیز همان جاست واقع می‌باشد. از این تصریح چنین برمی‌آید که مدرسه قاضیه و محکمه قضات تبریز در همین مسجد جامع فعلی تبریز که آن را «جمعه مسجد» نیز گویند و در بازار و ظاهراً در چارمنار قرار دارد ...»
حافظ حسین در جای دیگری می‌نویسد: «محتسب خانه در بازار (راستون) قرار داشته است. در تبریز بازاری به موازات راسته بازار وجود دارد که در زبان ترکی، تبریزیان آن را «دالی راستا» (راسته عقبی) یا راسته بازار قدیم گویند که نزدیک‌تر از راسته بازار جدید به مسجد جامع است. چنانچه اگر بازار راستون را راسته بازار بدانیم، شاید راسته قدیم در مقایسه با راسته بازار جدید فعلی نسبت به مسجد جامع نزدیک تر است و ممکن است راسته بازار قدیم تبریز و محتسب خانه نیز نزدیک محکمه قضات بوده است.»
اعتمادالسلطنه می‌نویسد: «... دو امامزاده در محلهٔ چهار منار (چارمنار) واقع است گویا اسم یکی از آن دو، سید اسماعیل است.»
از دیگر آثار این منطقه می‌توان به «دورد قبیرلر» (چهار قبر) اشاره کرد. این بنا شامل مقبره پادشاهان روادی تبریز و گنبد امیر مولا می‌باشد. این مجموعه حدود ۴۰۰ الی ۵۰۰ متر از مسجد جامع تبریز فاصله دارد و شامل مقبرهٔ پادشاهان روادی و بقعهٔ یکی از امامزادگان تبریز می‌باشد.